# Пословский, Василий Митрофанович
Василий Митрофанович Пословский (род. 19 марта 1961, село Чернавка, Воронежская область, СССР) — российский государственный деятель, юрист. 
Прокурор Республики Адыгея (2011 — 2017). Прокурор Республики Чувашия (2017—2020). Государственный советник юстиции 2 класса.

## Биография
Василий Митрофанович родился 19 марта 1961 года в селе Чернавка Панинского района Воронежской области.
В 1984 году окончил юридический факультет Воронежского государственного университета.
В органах прокуратуры с 1984 года.
С 1984 по 1987 годы — стажёр, помощник прокурора, заместитель прокурора Ленинского района Тульской области.
С 1987 по 1990 годы — прокурор Одоевского района Тульской области.
С 1990 по 2002 годы — прокурор Пролетарского района г. Тулы.
С 15 мая 2002 по 12 декабря 2011 года  —  заместитель прокурора Тульской области.
С 12 декабря 2011 года — прокурор  Республики Адыгея.
С 29 декабря 2012 года — Государственный советник юстиции 3 класса .
С 12 января 2015 года — Государственный советник юстиции 2 класса.
С 17 июня 2017 по 2 марта 2020 года — прокурор Чувашской Республики.
Женат, имеет двоих детей.

## Награды
- Медаль «290 лет прокуратуре России»[1]
- Медаль Руденко[2]
- Медаль «Слава Адыгеи» (15 января 2015) — за заслуги в укреплении законности и правопорядка
- нагрудный знак «Почётный работник прокуратуры Российской Федерации»
- нагрудный знак «За безупречную службу»
- Знак отличия «За верность закону» I степени
- Заслуженный работник прокуратуры Российской Федерации
- За добросовестное исполнение служебного долга поощрялся Генеральным прокурором Российской Федерации